# Исмет Мујезиновић
Исмет Мујезиновић (Тузла, 2. децембар 1907 — Тузла, 7. јануар 1984) био је југословенски сликар.

## Биографија
Исмет Мујезиновић се родио у Тузли, 2. децембра 1907. године за вријеме Босни и Херцеговини под аустроугарском окупацијом. Ликовну академију у Загребу завршио је 1929. године, гдје специјализује зидно сликарство код Јозе Кљаковића. Прву самосталну изложбу приредио је у Сарајеву 1926. године. Први пут је излагао у Београду 1930. године. Након тога борави у Француској гдје похађа курс историје умјетности на Сорбони (1931-1933). Након повратка из Француске, задржава се у Загребу, на Академији 1933. године и у Сплиту 1935. године. Тих година дјелује и у родној Тузли, Београду, Бијељини и другим градовима. Од 1936. године стално борави у Сарајеву.
Учесник НОБ-а био је од 1941. године.
Излагао је у више градова у земљи и иностранству и један је од оснивача Школе за ликовне умјетности, групе Collegium Artisticum и Удружења ликовних умјетника Босне и Херцеговине (УЛУБИХ).
Године 1953. из Сарајева се враћа у Тузлу, гдје живи и ствара до смрти, 7. јануара 1984. године.

## Дјело
У опусу Исмета Мујезиновића, међу цртежима, акварелима, графикама и платнима насталим у периоду од 1925. до краја осамдесетих година 20. вијека, истичу се три стваралачка периода. Први, од прве самосталне изложбе 1926. године до 1941. који карактерише дјеловање на више подручја, склоност ка промјенама, хуманистичко и идеолошко опредјељење и сјајни колористички процват, затим други, ратни период који траје четири године и трећи, поратни период – период великих подухвата, циклуса, широке друштвене афирмације – период плодних година рада.